# Lực lượng phòng vệ Iceland

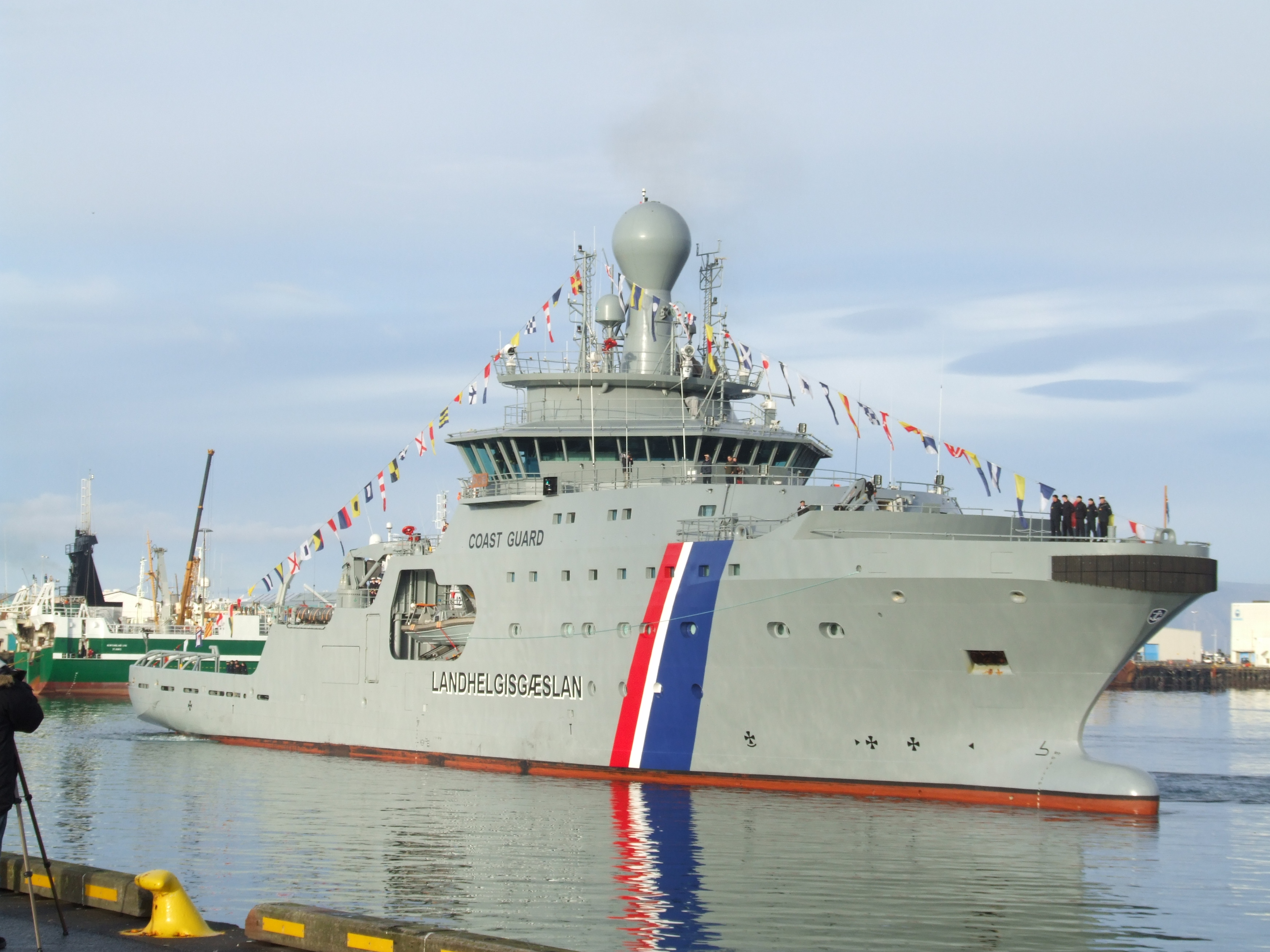
Tàu tuần tra ICGV Þór, Reykjavík ngày 27 tháng 10 năm 2011

Iceland không có quân đội, hoặc chính xác hơn là quân đội của Iceland đã giải tán vào năm 1869. Iceland là quốc gia duy nhất trong NATO không có quân đội, dù vậy, Iceland vẫn có ký các hiệp định an toàn, cơ bản là nếu Iceland hoặc bất kỳ quốc gia nào trong khối NATO bị tấn công thì các quốc gia khác phải bảo vệ. Tuy nhiên, Iceland có một hệ thống phòng không, lực lượng gìn giữ hòa bình, lực lượng bảo vệ bờ biển được quân sự hóa và lực lượng cảnh sát được trang bị khá tốt. Trong lịch sử, Hoa Kỳ từng có một căn cứ quân sự ở Iceland, tồn tại từ năm 1951 đến năm 2006 .Những công dân của đất nước này hoàn toàn có cơ hội phục vụ trong quân đội Na Uy (nhờ một thỏa thuận song phương)

## Lực lượng phòng vệ bờ biển
Mặc dù đã giải tán quân đội, nhưng quốc đảo này có lực lượng phòng vệ biển, nhưng khá ít, gồm: khoảng 130 lính, 3 tàu tuần tra, 3 máy bay trực thăng, thuyền và máy bay.